# Гольдін Сергій В'ячеславович
Сергій Го́́льдін (нар. 19 листопада 1968, місто Луцьк, Волинська область) — український поет.
Юність Сергія Гольдіна пройшла у місті Рівне.
Пише у жанрах поезії, прози, драми.
Відомий завдяки своїм збіркам поезій «Рівненський полонез», «Пелюстки», «Міста грішних», «Недійсність правочину», «Семь писем старпому», «Руйнації та проростання», роману «Художник та його друг» та фарсу «Мирон Агамемнюк жупан Западлюцький».
|  | Які б сюжети не втілювала доля, допоки виникають, як світло рядки віршів, ми таки живемо. Не животіємо, а живемо. Бо слово врешті-решт переважує і жести , і пурпур, і мідяки. |

## Твори
- Рівненський полонез: поезії / С. В. Гольдін. — Рівне: Волинські обереги, 2007. — 180 c. — ISBN 978-966-416-073-2
- Пелюстки / С. В. Гольдін. — Х. : Фоліо, 2009. — 127 с. — ISBN 978-966-03-4819-6
- Міста грішних: поезії / Сергій Гольдін. — К. : Азимут-Україна, 2011. — 71 с. — 500 экз. — ISBN 978-966-15-4122-0
- Художник та його друг: роман / Сергій Гольдін. — Рівне: Волин. обереги, 2012. — 239 с. — 500 экз. — ISBN 978-966-416-283-5
- Мирон Агамемнюк жупан Западлюцький: фарс (безсоромне подражаніє вельмишановному пану Есхілу) / Сергій Гольдін. — Рівне: Волинські обереги, 2015. — 53 с. — 300 экз. — ISBN 978-966-416-342-9
- Недійсність правочину / С. Гольдін. — Рівне: Волин. обереги, 2017. — 40 с. — ISBN 978-966-416-509-6
- Семь писем старпому / С.Гольдин. — Ривне: Волин. обереги, 2017. — 108 с. — ISBN 978-966-416-518-8
- Руйнації та проростання / С.Гольдін. — Рівне: Волин. обереги, 2020. — 32 с. —  ISBN 978-966-416-760-1